# Engenville
Engenville és un municipi francès, situat al departament del Loiret i a la regió de Centre – Vall del Loira. L'any 2007 tenia 460 habitants.

## Demografia

### Població
El 2007 la població de fet d'Engenville era de 460 persones. Hi havia 168 famílies, de les quals 28 eren unipersonals (16 homes vivint sols i 12 dones vivint soles), 64 parelles sense fills, 68 parelles amb fills i 8 famílies monoparentals amb fills.
La població ha evolucionat segons el següent gràfic:
Habitants censats

### Habitatges
El 2007 hi havia 208 habitatges, 169 eren l'habitatge principal de la família, 20 eren segones residències i 19 estaven desocupats. 205 eren cases i 3 eren apartaments. Dels 169 habitatges principals, 152 estaven ocupats pels seus propietaris, 14 estaven llogats i ocupats pels llogaters i 3 estaven cedits a títol gratuït; 1 tenia una cambra, 1 en tenia dues, 23 en tenien tres, 56 en tenien quatre i 88 en tenien cinc o més. 126 habitatges disposaven pel capbaix d'una plaça de pàrquing. A 68 habitatges hi havia un automòbil i a 92 n'hi havia dos o més.

### Piràmide de població
La piràmide de població per edats i sexe el 2009 era:
| Homes | Edats   | Dones |
| ----- | ------- | ----- |
| 0     | 95 o +  | 0     |
| 8     | 90 a 94 | 0     |
| 12    | 85 a 89 | 4     |
| 0     | 80 a 84 | 4     |
| 20    | 75 a 79 | 16    |
| 8     | 70 a 74 | 8     |
| 4     | 65 a 69 | 8     |
| 8     | 60 a 64 | 4     |
| 4     | 55 a 59 | 0     |
| 12    | 50 a 54 | 0     |
| 20    | 45 a 49 | 24    |
| 32    | 40 a 44 | 12    |
| 16    | 35 a 39 | 28    |
| 12    | 30 a 34 | 12    |
| 8     | 25 a 29 | 8     |
| 0     | 20 a 24 | 4     |
| 8     | 15 a 19 | 12    |
| 32    | 10 a 14 | 28    |
| 4     | 5 a 9   | 8     |
| 0     | 0 a 4   | 16    |

## Economia
El 2007 la població en edat de treballar era de 290 persones, 233 eren actives i 57 eren inactives. De les 233 persones actives 220 estaven ocupades (120 homes i 100 dones) i 13 estaven aturades (4 homes i 9 dones). De les 57 persones inactives 22 estaven jubilades, 18 estaven estudiant i 17 estaven classificades com a «altres inactius».

### Ingressos
El 2009 a Engenville hi havia 171 unitats fiscals que integraven 461 persones, la mediana anual d'ingressos fiscals per persona era de 19.976 €.

### Activitats econòmiques
Dels 23 establiments que hi havia el 2007, 1 era d'una empresa alimentària, 3 d'empreses de fabricació d'altres productes industrials, 8 d'empreses de construcció, 5 d'empreses de comerç i reparació d'automòbils, 1 d'una empresa de transport, 1 d'una empresa d'hostatgeria i restauració, 1 d'una empresa d'informació i comunicació, 1 d'una empresa financera, 1 d'una empresa immobiliària i 1 d'una empresa de serveis.
Dels 6 establiments de servei als particulars que hi havia el 2009, 2 eren paletes, 2 fusteries, 1 lampisteria i 1 electricista.
L'any 2000 a Engenville hi havia 13 explotacions agrícoles que ocupaven un total de 1.386 hectàrees.

## Equipaments sanitaris i escolars
El 2009 hi havia una escola elemental integrada dins d'un grup escolar amb les comunes properes formant una escola dispersa.

## Poblacions més properes
El següent diagrama mostra les poblacions més properes.